# Кордел Хъл
Кордел Хъл (на английски: Cordell Hull, правилно Кордъл Хъл) е американски юрист и политик.
Държавен секретар на САЩ в периода 1933 – 1944 г. За участието му в основаването на Организацията на обединените нации е удостоен с Нобелова награда за мир за 1945 г.

## Произход и образование (1871 – 1891)
Роден е на 2 октомври 1871 година в Олимпус, щат Тенеси, САЩ, трети от петимата синове в семейството на фермера Уилям Паскал Хъл и Елизабет Рейли. След завършване на средното си образование Хъл работи в юридически кантори в Нашвил и Селина до 1889 г., когато се записва да следва в Кеймбриджкия университет. През 1891 получава юридическа степен и една година по-късно вече има правото да практикува като юрист.

## Юридическа и политическа дейност (1892 – 1944)
Още като студент Хъл участва в мероприятия на Демократическата партия. През 1892 г. е избран в Камарата на представителите в щата Тенеси, а след това и за втори мандат.
По време на Испано-америкнската война Хъл командва рота доброволци, позиционирана в Куба през 1898 – 1899 г. След войната подновява юридическата си практика в Тенеси, а през 1903 – 1907 г. е съдия в Пети окръг.
Като способен и уважаван обществен деец Хъл скоро излиза на арената на националната политика. През 1906 г. е избран за член на Конгреса на САЩ, където заседава (с прекъсване от един мандат) до 1931 г. През 1921 – 1924 г. Хъл е председател на Демократическия национален комитет. Участва в прокарването на данъчна реформа, сътрудничи си с блока на Удроу Уилсън. По време на първия президентски мандат на Уилсън Хъл изиграва важна роля при разработването на параметрите за подоходен данък според стандарта на Андърууд-Симънс през 1913 и на закон за наследството през 1916 г. След като САЩ влизат в Първата световна война, Хъл работи върху финансовото законодателство във военно време, а през 1919 г. готви закон за „победния заем“, който позволява да се изплати националният дълг.
В областта на външната политика Хъл споделя идеалистичните възгледи на Уилсън и подкрепя Обществото на народите. Корените на неговите икономически идеи водят началото си от либерализма на XIX век и той смята, че икономическият национализъм е основната причина за войните. Именно затова се противопоставя на политиката на високите такси, прокарвана от Хърбърт Хувър. Избран през 1932 г. в Сената на САЩ, Хъл изиграва значителна роля по време на Конгреса на Демократическата партия, по време на който написва раздела от платформата за намаляване на таксите.
На 4 март 1933 г. Хъл напуска мястото си в Сената, защото е назначен на поста държавен секретар в администрацията на Франклин Д. Рузвелт. Понеже му липсва опит за дипломатическа работа, той внушава доверие благодарение на премерената си реч и благородната си външност. В съответствие с принципите на Уилсън той изразява своята увереност, че достойните идеали ще дадат ключа за всеобщ мир и за взаимноизгодно сътрудничество.
Достиженията на Хъл в администрацията на Рузвелт съвпадат с някои направления в политиката на Уилсън – намаляване на търговските ограничения, дружески отношения с Латинска Америка, утвърждаване на световна организация въз основа на международното право. Хъл отдава много сили за търговската програма, приета през 1934 г., известна като Закон за търговските договори. Опирайки се на него и като смята, че търговията може да снижи международното напрежение, той води преговори с 22 страни. Хъл използва политиката на таксите като инструмент за принуда. След хитлеристката окупация на Чехословакия германските стоки са обложени с допълнителни мита, а през 1939 г., след японското нахлуване в Китай, са прекратени търговските отношения с Япония.
Хъл постига успехи и при осъществяването на политиката на Рузвелт за добросъседство, която е насочена към подобряване на отношенията с Латинска Америка. През декември 1933 г. се провежда 7-ата Панамериканска конференция в Монтевидео (Уругвай). Подобно на Илайхю Рут, своя предшественик в администрацията на Теодор Рузвелт, Хъл оглавява делегация на САЩ и прави посещения на добра воля в някои латиноамерикански страни. В съответствие с член 8-и от Конвенцията за правата и задълженията на държавите той защитава политиката за ненамеса във вътрешните работи на страните от Латинска Америка. През 1934 г. морските пехотинци са изведени от Хаити, а Конгресът ратифицира нов договор с Куба, който анулира поправката от 1903 г., узаконяваща намесата на САЩ. На конференцията за защита на мира, проведена в Буенос Айрес през 1936 г., народите на Америка се договарят, че в случай на заплаха за западното полукълбо ще започнат взаимни консултации. Две години по-късно, на 8-ата Панамериканска конференция в Лима (Перу), Хъл загрижен от германската окупация на Австрия, прокарва резолюция, която гласи, че заплахата за всяка американска република ще се разглежда като заплаха за всички останали.
С началото на Втората световна война Рузвелт започва да се занимава с европейските въпроси лично, като възлага на Хъл тихоокеанския проблем. От 1939 до 1931 г. той води търпеливи, но безуспешни преговори за постигане на мир между Япония и Китай и за прекратяване на по-нататъшното японско нахлуване в Индокитай. През цялото това време Хъл се опитва да засили позициите на умерените представители в японското правителство и да отслаби позициите на милитаристите.
Войната едва започва, когато Хъл предлага да се създаде нова световна организация, в която САЩ да участват след края на военните действия. За постигането на тази цел през 1941 г. е създаден Съвещателен комитет по въпросите на следвоенната политика, в който влизат както демократи, така и републиканци. Като не забравя неуспеха на Уилсън с Обществото на народите, Хъл се опитва да направи дискусията за организацията непартийна. По време на обсъжданията той, противно на системата на регионалните групи, защитава създаването на международна структура – план, който по-късно е приет. До август 1943 г. Държавният департамент разработва документ, който получава названието Харта на Обединените нации и който ляга в основата на предложенията, дадени от САЩ на Конференцията в Дъмбартън Оукс през 1944 г. Влошеното здраве принуждава Хъл да си подаде оставката на 27 ноември, до ратификацията на Хартата на ООН в Сан Франциско. Рузвелт признава заслугите на държавния си секретар като човек, „който е дал повече от всички останали, за да може великият мирен план да стане реален“.

## Смърт (1955)
Умира на 23 юли 1955 година в Бетезда, Мериленд, на 83-годишна възраст.

## Личен живот
През 1917 г. Хъл се жени за Роуз Франсес Уитни. Семейството няма деца.
Личният живот на Хъл е скромен, той избягва висшето общество, като се посвещава преди всичко на работата си.